# Erik Elmsäter

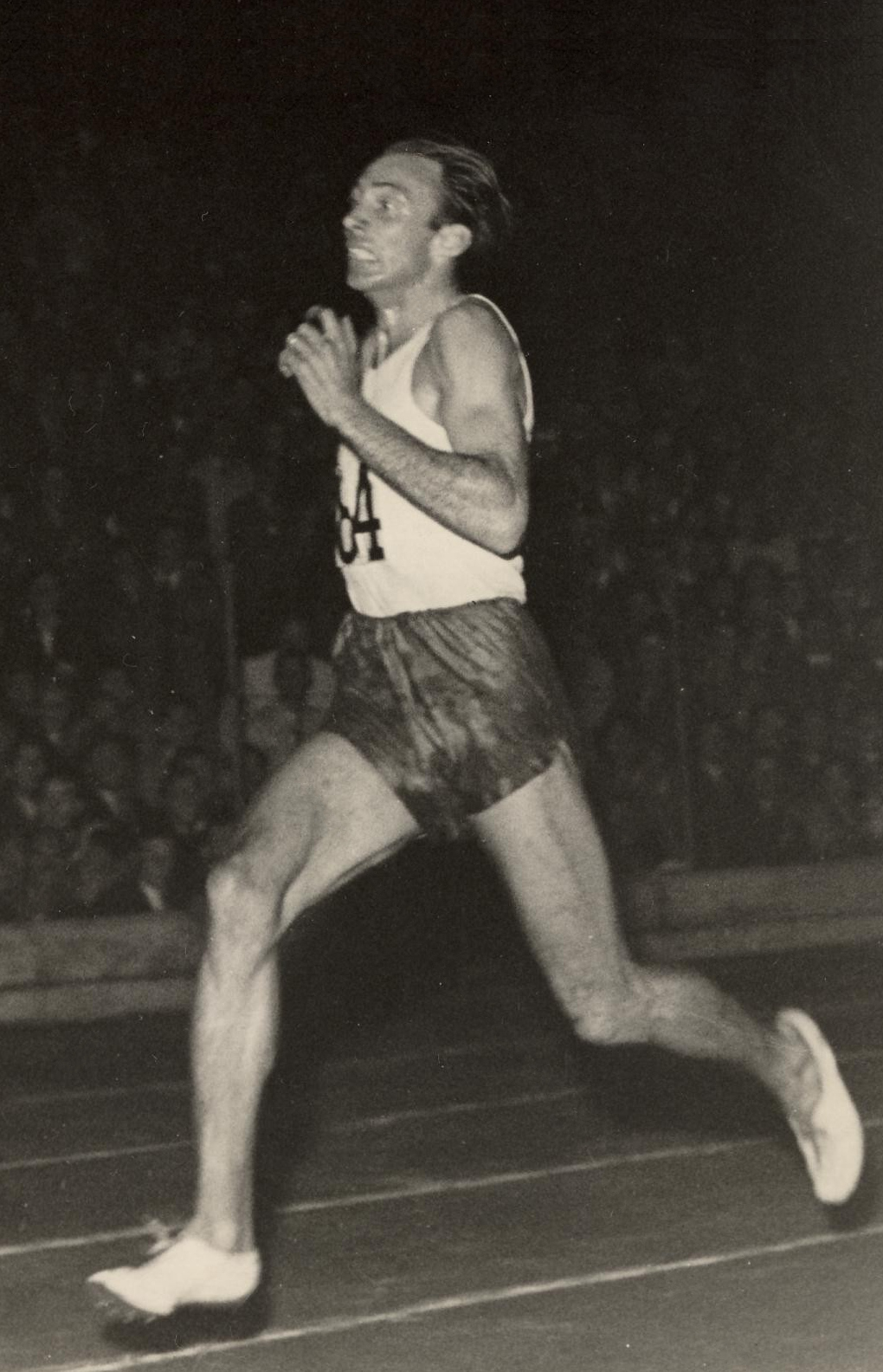
Erik Elmsäter in den 1940er-Jahren

Fritz Erik Elmsäter, bis 1939 Erik Pettersson, (* 7. Oktober 1919 in Stockholm; † 9. März 2006 ebenda) war ein schwedischer Leichtathlet und Nordischer Kombinierer. Im 3000-Meter-Hindernislauf gewann er 1948 olympisches Silber.
Erik Elmsäter war Offizier der schwedischen Infanterie. In den 1960er Jahren wurde er Verwaltungsleiter der Sportredaktion beim schwedischen Rundfunk und Fernsehen.

## Karriere als Leichtathlet
Im 3000-Meter-Hindernislauf wurden erst ab der Einführung der Standardabmessungen 1954 offizielle Weltrekorde anerkannt. Elmsäter, der von 1943 bis 1946 vier schwedische Meistertitel gewann, stellte 1943 mit 9:03,4 Minuten und 1944 mit 8:59,6 Minuten zwei inoffizielle Weltrekorde auf. Er war der Erste, der unter der Grenze von neun Minuten blieb, wobei er 37 Hindernisse überspringen musste im Gegensatz zu den seit 1954 vorgeschriebenen 35 Hindernissen.
Bei den ersten Europameisterschaften nach dem Zweiten Weltkrieg, die 1946 in Oslo ausgetragen wurden, waren ebenfalls 37 Hindernisse zu überqueren. Mit zehn Sekunden Vorsprung gewann der Franzose Raphaël Pujazon den Titel. Elmsäter wurde Zweiter in 9:11,0 Minuten vor seinem Landsmann Tore Sjöstrand.
Bei den Olympischen Spielen 1948 in London war Elmsäter immer noch Inhaber des inoffiziellen Weltrekordes. Die Vorläufe wurden von Elmsäter, Pujazon und Sjöstrand gewonnen. Im Finale gab der Franzose unterwegs auf. Es gewann Sjöstrand in 9:04,6 Minuten mit 3,8 Sekunden Vorsprung auf Elmsäter. Die Bronzemedaille ging an den dritten Schweden Göte Hagström.

## Karriere als Wintersportler
Ein halbes Jahr vor den Sommerspielen in London war Elmsäter bereits bei den Olympischen Winterspielen 1948 in St. Moritz angetreten. Im 18-Kilometer-Langlauf belegte er Platz 19. Seine Leistung aus diesem Wettbewerb nahm er mit in den Sprunglauf der Nordischen Kombination, wo er aber gegenüber einigen anderen Kombinierern zurückfiel. Am Ende belegte er Rang 9 in der Kombinationswertung.
1952 fuhr Elmsäter als schwedischer Meister in der Nordischen Kombination zu den Olympischen Winterspielen nach Oslo. Nachdem er im 18-Kilometer-Lauf nur Platz 56 erreicht hatte, war er auch in der Kombinationswertung chancenlos. Am Ende belegte er Rang 13.